# ゆあま
ゆあま（1995年5月23日 - ）は、日本の漫画家、イラストレーター。女性。

## 人物
自画像は小学生の頃にデザインしたもので作中にも度々登場するなど半ばキャラクター化されており、その愛称は「もっちー」。
自他共に認める「推しへの愛を原動力に生きる作家」。『ラブライブ!』の小泉花陽を始め、にじさんじの森中花咲、長尾景など”推し”達のイラスト作成や後述する同人活動を行っている。特に商用でない、いわゆる落書きと称されるイラストであれば”推し”らの行動に触発されて描く事も多い。これが気分転換や更なる創作への活力となっている。
弟が1人いる。
2024年12月15日、X(旧Twitter)にて結婚していた事を公表した。
また一時期、神奈川県に居住していた。

## 作品一覧

### 漫画
- イケメンすぎです紫葵先パイ!（『コミック百合姫』 2018年12月号 - 2019年11月号）[10]：全2巻（百合姫コミックス）[11][12]
- 君と綴るうたかた（『コミック百合姫』 2020年7月号 - 2024年3月号）[13][14]：全6巻（百合姫コミックス）
- BanG Dream! It's MyGO!!!!! 雨にそよいで晴れを請う（『コミックグロウル』2024年12月27日-連載中[15] ）(漫画担当。脚本:灰渕ヨツジ)：既刊1巻（ブシロードワークス）
- たゆたう恋の散り際に（『コミック百合姫』 2025年10月号 - 連載中）[16]

### 読み切り
- 『カワイイってむずかしい』（ウルトラジャンプ 2017年8月特大号付録 うるじゃん☆きゅーと）[10][17]

### 参加・寄稿
- 『ラブライブ!サンシャイン!!コミックアンソロジー2』（KADOKAWA 2017年12月16日）[18] - 「堕天相談ヨーソロー」寄稿[10][19]
- 『こんな女子をぎゅってしたい!ショートストーリーズ』（KADOKAWA 2019年3月9日）[20] - 「兄思いな女子」寄稿[10]
- 『「ラブライブ!」総合マガジン応援号』（KADOKAWA 2019年6月3日） - イラスト寄稿[10][21]
- 『ゆるゆりアンソロジー 10周年記念ver.』（一迅社 2019年6月28日）[22] - 「マカロン作ろうぜ!」寄稿[10][23]
- 『奏 青春バンド百合アンソロジー』（KADOKAWA 2019年9月27日）[24] - 「これはまだ、恋じゃない」寄稿[10][25]
- 『読者参加型アンソロジー シスター・コンプレックス』（KADOKAWA 2020年3月27日）[26][27][28] - 「敷島姉妹の百合な一日」執筆
- 『ストロベリーパルフェ おねロリ百合アンソロジー』（一迅社、百合姫コミックス 2020年5月27日）[29][30] - イラスト寄稿
- 『同人女百合アンソロジー』（一迅社、百合姫コミックス 2021年7月30日）[31][32] - 「逆カプ地雷です!」[33]寄稿
- 『私の百合はお仕事です!公式コミックアンソロジー』（一迅社、百合姫コミックス 2023年5月17日）[34] - 「私の来校は推しごとです!」寄稿
- 『ささやくように恋を唄う 公式コミックアンソロジー』（一迅社、百合姫コミックス 2024年7月29日）[35]-「ひまりの幸せな夢」寄稿
- 『幼なじみが絶対に結ばれる百合アンソロジー』（一迅社、百合姫コミックス 2025年5月29日）[36] - 「おまじない」寄稿
- 『yrhm 百合姫20thアンソロジー』（一迅社、百合姫コミックス 2025年7月17日）[37]-「井の中の空を知らない」寄稿

### キャラクターデザイン
- 『意識高い系ワード擬人化RPG キルドヤ』（DMMGAMES 2017年11月15日 - 2018年8月9日）[38] - ニッチ[10][39]
- 心結（バーチャルYouTuber）[40]
- 百瀬プリムラ（バーチャルYouTuber）[41]

### 動画イラスト
- 【デレマス】Tulipを3人で歌ってみた【オリジナルMV】[10][42]
- 【漫画】悶絶!負けヒロイン森中花咲は完全にやられました【ちびかざシリーズ】[43]
- 【漫画】大パニック!二人羽織でVRホラゲー実況は大波乱の連続…【ちびかざシリーズ】[44]
- 【漫画】完全再現!?ライバーに当てはめたら超シュールなタワテラになった!【ちびかざシリーズ】[45]
- KING - Kanaria（Covered byレヴィ・エリファ）【Levi Elipha】[46]
- 【漫画】本間ひまわりに監禁される!ヤンデレを教えようとしたら逆に弄ばれる森中花咲【ちびかざシリーズ】[47]
- 【歌ってみた】KING / Kanaria / covered by 一生カイ[48]
- 【歌ってみた】ヴァンパイア / DECO*27【長尾景cover】【にじさんじ】[49][50]
- Orangestar - 霽れを待つ/雪城眞尋&森中花咲（cover）[51][52]
- 【HoneyWorks 】ロメオ/Re:iZ（春崎エアル×成瀬鳴）【歌ってみた】[53][54][55]
- シネマ / 長尾景 × 雪城眞尋（cover）[56][57][58]
- デーモンロード / Kanaria【Covered by YuNi】[59][60]
- 【オリジナルMV】めにまにカンパニー/桜凛月、長尾景、セフィナ/Seffyna、Nara Haramaung【にじさんじ】[61][62][63]
- 少女レイ／みきとP【Covered by YuNi】[64][65]
- 悪魔の踊り方 / 長尾景×雪城眞尋（cover）[66][67][68]
- KING／深夜まひる【歌ってみた】[69]
- 【MV】MIRROR/長尾景【オリジナル曲】[70][71]
- 【歌ってみた】レクイエム 緋八マナ × Vezalius Bandage[72]
- 【MV】愛のテロメア / 棗いつき[73]
- 【cover】CH4NGE  / 白雪巴[74][75][76]

### その他
- 長尾景 Youtubeチャンネルメンバーシップ特典カスタム絵文字 20種[77][78]
- アサルトリリィLast Bullet 『クリエイターズコラボ-門出のブーケ・トス-』[79]
- アサルトリリィLast Bullet 『クリエイターズコラボ-憧れのセレモニー-』[80]

## 同人活動
サークル「drop」として同人活動を行っており、『ラブライブ!』やにじさんじに関する作品を発表している。
大学在学中にはラブライブ!を中心とし同人誌即売会にて数多くの作品を精力的に発表していた。この活動が編集者の目にとまった結果、初の商業読み切り作品『カワイイってむずかしい』に繋がった。
『イケメンすぎです紫葵先パイ!』の原点もここにある。

## 関連する人物
- 竹嶋えく[5]
- 樫風
- まにお
- 灰渕ヨツジ(『BanG Dream! It's MyGO!!!!! 雨にそよいで晴れを請う』脚本）

### アシスタント
- サクタロー[4]
- リクリク[84]
- 寺野[84]